# (35149) 1993 FG33
1993 FG33 (asteroide 35149) é um asteroide da cintura principal. Possui uma excentricidade de 0.02972920 e uma inclinação de 2.92861º.
Este asteroide foi descoberto no dia 19 de março de 1993 por UESAC em La Silla.